# Gyrostoma dysancritum
Gyrostoma dysancritum is een zeeanemonensoort uit de familie Actiniidae. De anemoon komt uit het geslacht Gyrostoma. Gyrostoma dysancritum werd in 1907 voor het eerst wetenschappelijk beschreven door Pax. 